# Комікси Кіновсесвіту Marvel
Комікси Кіновсесвіту Marvel (КВМ) становлять собою комікси у форматі обмежених серій та ван-шотів, які видає видавництво Marvel Comics. Самі мальописи є доповненням до вже існуючих фільмів та телесеріалів, які входять до Кіновсесвіту. 

## Список серій коміксів
| Назва                                                            | Кількість випусків                        | Дата публікації першого випуску | Дата публікації останнього випуску | Сценарист(-и)                   | Художник(-и)                                    |
| ---------------------------------------------------------------- | ----------------------------------------- | ------------------------------- | ---------------------------------- | ------------------------------- | ----------------------------------------------- |
| Iron Man: I Am Iron Man!                                         | 2                                         | 27 січня, 2010                  | 24 лютого, 2010                    | Пітер Девід                     | Шон Чень                                        |
| Iron Man 2: Public Identity                                      | 3                                         | 28 квітня, 2010                 | 12 травня, 2010                    | Джо Кесі і Джастін Теру         | Баррі Кітсон                                    |
| Iron Man 2: Agents of S.H.I.E.L.D.                               | 1                                         | 1 вересня, 2010                 | 1 вересня, 2010                    | Джо Кесі                        | Тім Ґрін, Фелікс Руїз і Метт Кемп               |
| Captain America: First Vengeance                                 | 4                                         | 4 травня, 2011                  | 29 червня, 2011                    | Фред Ван Ленте                  | Ніл Едвардс та Люк Росс                         |
| Marvel's The Avengers Prelude: Fury's Big Week                   | 8 (в електронному вигляді), 4 (на папері) | 7 березня, 2012                 | 18 квітня, 2012                    | Крістофер Йост і Ерік Пірсон    | Люк Росс                                        |
| Marvel's The Avengers: Black Widow Strikes                       | 3                                         | 2 травня, 2012                  | 6 червня, 2012                     | Фред Ван Ленте                  | Ніл Едвардс                                     |
| Marvel's Iron Man 2                                              | 2                                         | 7 листопада, 2012               | 5 грудня, 2012                     | Христос Ґейдж                   | Рамон Росанас                                   |
| Marvel's Thor                                                    | 2                                         | 16 січня, 2013                  | 20 лютого, 2013                    | Христос Ґейдж                   | Лен Медіна                                      |
| Marvel's Captain America: The First Avenger                      | 2                                         | 6 листопада, 2013               | 11 грудня, 2013                    | Пітер Девід                     | Веллінтон Альвес                                |
| Marvel's The Avengers                                            | 2                                         | 24 грудня, 2014                 | 7 січня, 2015                      | Вілл Корона Пілґрім             | Джо Беннетт                                     |
| Marvel's Iron Man 3 Prelude                                      | 2                                         | 2 січня, 2013                   | 6 лютого, 2013                     | Христос Ґейдж                   | Стів Курт                                       |
| Marvel's Thor: The Dark World Prelude                            | 2                                         | 5 червня, 2013                  | 10 липня, 2013                     | Крейґ Пол Кайл і Крістофер Йост | Скот Ітон і Рон Лім                             |
| Marvel's Captain America: The Winter Soldier Infinite Comic      | 1                                         | 28 січня, 2014                  | 28 січня, 2014                     | Пітер Девід                     | Рок Гі-Кім                                      |
| Marvel's Guardians of the Galaxy Infinite Comic – Dangerous Prey | 1                                         | 1 квітня, 2014                  | 1 квітня, 2014                     | Ден Абнетт і Енді Леннінґ       | Андреа Ді Віто                                  |
| Marvel's Guardians of the Galaxy Prelude                         | 2                                         | 2 квітня, 2014                  | 28 травня, 2014                    | Ден Абнетт і Енді Леннінґ       | Веллінтон Альвес                                |
| Marvel's Avengers: Age of Ultron Prelude – This Scepter'd Isle   | 1                                         | 3 лютого, 2015                  | 3 лютого, 2015                     | Вілл Корона Пілґрім             | Веллінтон Альвес                                |
| Marvel's Ant-Man Prelude                                         | 2                                         | 4 лютого, 2015                  | 4 березня, 2015                    | Вілл Корона Пілґрім             | Мігель Сепульведа                               |
| Marvel's Ant-Man – Scott Lang: Small Time                        | 1                                         | 3 березня, 2015                 | 3 березня, 2015                    | Вілл Корона Пілґрім             | Веллінтон Альвес і Деніел Ґовар                 |
| Marvel's Jessica Jones                                           | 1                                         | 7 жовтня, 2015                  | 7 жовтня, 2015                     | Брайан Майкл Бендіс             | Майкл Ґейдос                                    |
| Marvel's Captain America: Civil War Prelude                      | 4                                         | 16 грудня, 2015                 | 27 січня, 2016                     | Вілл Корона Пілґрім             | Жимон Кудранські і Лі Ферґусон                  |
| Marvel's Captain America: Civil War Prelude Infinite Comic       | 1                                         | 10 лютого, 2016                 | 10 лютого, 2016                    | Вілл Корона Пілґрім             | Лі Ферґусон, Ґоран Суджука і Ґвіллермо Моґоррон |
| Marvel's Doctor Strange Prelude                                  | 2                                         | 6 липня, 2016                   | 24 серпня, 2016                    | Вілл Корона Пілґрім             | Джорґ Форнес                                    |
| Marvel's Doctor Strange Prelude Infinite Comic – The Zealot      | 1                                         | 7 вересня, 2016                 | 7 вересня, 2016                    | Вілл Корона Пілґрім             | Джорґ Форнес                                    |
| Marvel's Guardians of the Galaxy Vol. 2 Prelude                  | 2                                         | 4 січня, 2017                   | 1 лютого, 2017                     | Вілл Корона Пілґрім             | Крістофер Аллен                                 |
| Spider-Man: Homecoming Prelude                                   | 2                                         | 1 березня, 2017                 | 5 квітня, 2017                     | Вілл Корона Пілґрім             | Тодд Нок                                        |
| Marvel's Thor: Ragnarok Prelude                                  | 4                                         | 5 липня, 2017                   | 16 серпня, 2017                    | Вілл Корона Пілґрім             | Д.Л. Ґілс                                       |
| Marvel's Black Panther Prelude                                   | 2                                         | 18 жовтня, 2017                 | 15 листопада, 2017                 | Вілл Корона Пілґрім             | Аннапаола Мартелло                              |
| Marvel's Avengers: Infinity War Prelude                          | 2                                         | 24 січня, 2018                  | 28 лютого, 2018                    | Вілл Корона Пілґрім             | Тай Вокер і Джорґ Форнес                        |
| Marvel's Ant-Man and the Wasp Prelude                            | 2                                         | 7 березня, 2018                 | 4 квітня, 2018                     | Вілл Корона Пілґрім             | Кріс Аллен                                      |
| Marvel's Captain Marvel Prelude                                  | 1                                         | 14 листопада, 2018              | 14 листопада, 2018                 | Вілл Корона Пілґрім             | Андреа Ді Віто                                  |
| Marvel's Avengers: Endgame Prelude                               | 3                                         | 5 грудня, 2018                  | 20 лютого, 2019                    | Вілл Корона Пілґрім             | Пако Діаз                                       |
| Spider-Man: Far From Home Prelude                                | 2                                         | 27 березня, 2019                | 24 квітня, 2019                    | Вілл Корона Пілґрім             | Лука Мареска                                    |
| Marvel's Black Widow Prelude                                     | 2                                         | 15 січня, 2020                  | 19 лютого, 2020                    | Пітер Девід                     | Карлос Фабьян Вілла                             |

## Прибуток
| Назва                                        | Дата публікації  | Кількість проданих копій в США | Прибуток з продажу в США | Джерело |
| -------------------------------------------- | ---------------- | ------------------------------ | ------------------------ | ------- |
| Iron Man: I Am Iron Man!                     | 14 квітня, 2010  | 1,600                          | $27,184                  | [ 38 ]  |
| Captain America: First Vengeance             | 20 липня, 2011   | 2,500                          | $37,475                  | [ 39 ]  |
| Road to Marvel's The Avengers                | 28 березня, 2012 | 1,900                          | $47,481                  | [ 40 ]  |
| The Avengers Prelude: Fury's Big Week        | 16 травня, 2012  | 2,100                          | $31,479                  | [ 40 ]  |
| The Avengers Prelude: Black Widow Strikes    | 19 вересня, 2012 | 1,800                          | $23,382                  | [ 40 ]  |
| Thor: The Dark World Prelude                 | 22 жовтня, 2013  | 1,700                          | $25,483                  | [ 41 ]  |
| Captain America: The Winter Soldier Prelude  | 1 квітня, 2014   | 1,755                          | $26,307                  | [ 42 ]  |
| Guardians of the Galaxy Prelude              | 7 квітня, 2014   | 4,516                          | $67,695                  | [ 42 ]  |
| Marvel's The Avengers: Age of Ultron Prelude | 7 квітня, 2015   | 2,955                          | $50,205                  | [ 43 ]  |
| Marvel's Ant-Man Prelude                     | 23 червня, 2015  | 2,373                          | $35,571                  | [ 43 ]  |
| Marvel's Captain America: Civil War Prelude  | 19 квітня, 2016  | 1,750                          | $27,983                  | [ 44 ]  |
| Marvel's Doctor Strange Prelude              | 11 жовтня, 2016  | 2,005                          | $34,065                  | [ 44 ]  |
| Spider-Man: Homecoming Prelude               | 20 червня, 2017  | 1,807                          | $27,087                  | [ 45 ]  |
| Marvel's Avengers: Infinity War Prelude      | 4 квітня, 2018   | 3,476                          | $55,581                  | [ 46 ]  |
| Усього                                       |                  | 32,237                         | $516,978                 |         |